# ABA Liga 2024-25
La ABA Liga 2024-25 fue la vigesimocuarta edición de la ABA Liga, competición que reúne 16 equipos de Serbia, Croacia, Eslovenia, Montenegro y Bosnia Herzegovina, con la participación esta temporada del nuevo equipo BC Dubai de Emiratos Árabes. Será la primera vez que un equipo de fuera de los países de la antigua Yugoslavia participe en la liga. La competición comenzó el 20 de septiembre de 2024 y concluyó en junio de 2025. El campeón fue el Partizan, que lograba así su octavo título.

## Equipos participantes
Equipo ascendido de la ABA Liga 2
- Spartak Office Shoes

Equipo afiliado.
- BC Dubai

Equipo descendido a la ABA Liga 2
- Ninguno

| Equipo               | Ciudad        | Pabellón                   | Capacidad |
| -------------------- | ------------- | -------------------------- | --------- |
| Borac Čačak          | Čačak         | Borac Hall                 | 4,000     |
| Budućnost VOLI       | Podgorica     | Morača Sports Center       | 5,500     |
| Cedevita Olimpija    | Ljubljana     | Arena Stožice              | 12,480    |
| Cibona               | Zagreb        | Dražen Petrović Hall       | 5,400     |
| Crvena zvezda mts    | Belgrade      | Aleksandar Nikolić Hall    | 8,000     |
| Dubai                | Dubai         | Coca-Cola Arena            | 17,000    |
| FMP                  | Belgrade      | Železnik Hall              | 3,000     |
| Igokea               | Aleksandrovac | Laktaši Sports Hall        | 3,050     |
| Krka                 | Novo Mesto    | Leon Štukelj Hall          | 2,500     |
| Mega Bemax           | Belgrade      | Ranko Žeravica Sports Hall | 5,000     |
| Mornar               | Bar           | Topolica Sport Hall        | 2,625     |
| Partizan NIS         | Belgrade      | Štark Arena                | 18,386    |
| Spartak Office Shoes | Subotica      | Dudova Šuma Hal            | 2,000     |
| SC Derby             | Podgorica     | Morača Sports Center       | 6,000     |
| Split                | Split         | Arena Gripe                | 6,000     |
| Zadar                | Zadar         | Krešimir Ćosić Hall        | 7,997     |

## Temporada regular
|                                            | Equipo            | PTS | J  | G  | P  | PF   | PC   | DP   |
| ------------------------------------------ | ----------------- | --- | -- | -- | -- | ---- | ---- | ---- |
| 1                                          | Partizan NIS      | 56  | 30 | 26 | 4  | 2719 | 2246 | 473  |
| 2                                          | Budućnost VOLI    | 56  | 30 | 26 | 4  | 2699 | 2320 | 379  |
| 3                                          | Dubai             | 55  | 30 | 25 | 5  | 2633 | 2324 | 309  |
| 4                                          | Crvena zvezda     | 53  | 30 | 23 | 7  | 2672 | 2365 | 307  |
| 5                                          | Cedevita Olimpija | 49  | 30 | 19 | 11 | 2545 | 2400 | 145  |
| 6                                          | Igokea            | 49  | 30 | 19 | 11 | 2628 | 2599 | 29   |
| 7                                          | Spartak Subotica  | 47  | 30 | 17 | 13 | 2563 | 2467 | 96   |
| 8                                          | Mega              | 46  | 30 | 16 | 14 | 2479 | 2454 | 25   |
| 9                                          | Zadar             | 44  | 30 | 14 | 16 | 2300 | 2282 | 18   |
| 10                                         | FMP               | 44  | 30 | 14 | 16 | 2389 | 2551 | -162 |
| 11                                         | SC Derby          | 41  | 30 | 11 | 19 | 2551 | 2642 | -91  |
| 12                                         | Borac Čačak       | 40  | 30 | 10 | 20 | 2261 | 2482 | -221 |
| 13                                         | Split             | 39  | 30 | 9  | 21 | 2308 | 2483 | -175 |
| 14                                         | Krka              | 35  | 30 | 5  | 25 | 2457 | 2645 | -188 |
| 15                                         | Cibona            | 34  | 30 | 4  | 26 | 2291 | 2666 | -375 |
| 16                                         | Mornar            | 32  | 30 | 2  | 28 | 2243 | 2812 | -569 |
| Fuente: ABA Liga; actualización automática |                   |     |    |    |    |      |      |      |

### Resultados
| Local \ Visitante         | BOR    | BUD    | COL    | CIB    | CZV    | DBC    | FMP     | IGO     | KRK    | MEG    | MOR    | PAR    | SPR    | SPL    | SCD    | ZAD    |
| ------------------------- | ------ | ------ | ------ | ------ | ------ | ------ | ------- | ------- | ------ | ------ | ------ | ------ | ------ | ------ | ------ | ------ |
| Borac Mozzart             | —      | 82–88  | 74–94  | 72–66  | 72–98  | 74–87  | 92–72   | 75–88   | 80–71  | 76–80  | 90–71  | 60–89  | 66–73  | 61–73  | 78–76  | 76–66  |
| Budućnost VOLI            | 86–69  | —      | 95–78  | 88–77  | 73–75  | 89–78  | 78–69   | 111–77  | 97–87  | 77–69  | 110–79 | 81–77  | 75–78  | 97–75  | 107–84 | 84–77  |
| Cedevita Olimpija         | 92–56  | 71–91  | —      | 96–81  | 74–69  | 84–92  | 91–58   | 85–90   | 84–82  | 93–82  | 114–72 | 71–81  | 91–82  | 76–74  | 100–86 | 80–75  |
| Cibona                    | 62–89  | 82–96  | 66–75  | —      | 81–90  | 74–102 | 85–86   | 85–88   | 74–81  | 83–88  | 82–64  | 59–93  | 72–108 | 72–71  | 75–69  | 69–87  |
| Crvena zvezda Meridianbet | 105–85 | 89–96  | 92–86  | 88–78  | —      | 92–107 | 97–63   | 91–68   | 81–69  | 81–72  | 91–72  | 89–84  | 77–78  | 96–66  | 84–107 | 87–76  |
| Dubai                     | 98–74  | 79–75  | 84–85  | 90–61  | 86–84  | —      | 84–61   | 92–81   | 91–76  | 80–83  | 104–66 | 80–72  | 80–79  | 87–82  | 98–86  | 92–68  |
| FMP Meridian              | 74–67  | 88–91  | 75–62  | 89–84  | 93–94  | 86–84  | —       | 82–102  | 98–89  | 89–87  | 87–72  | 64–91  | 89–88  | 98–91  | 78–55  | 67–83  |
| Igokea m:tel              | 72–79  | 71–76  | 91–78  | 95–84  | 82–92  | 88–97  | 83–70   | —       | 95–92  | 90–87  | 101–97 | 80–107 | 87–76  | 92–87  | 105–97 | 94–89  |
| Krka                      | 79–90  | 91–99  | 87–91  | 92–97  | 67–79  | 78–93  | 106–109 | 80–85   | —      | 70–80  | 103–90 | 77–79  | 87–89  | 82–73  | 97–91  | 73–81  |
| Mega MIS                  | 98–74  | 93–79  | 72–81  | 88–58  | 76–81  | 66–95  | 83–80   | 64–73   | 87–94  | —      | 84–59  | 90–100 | 97–90  | 84–82  | 83–81  | 75–74  |
| Mornar Barsko zlato       | 90–98  | 86–84  | 82–92  | 92–85  | 69–110 | 71–83  | 76–81   | 79–114  | 78–70  | 83–113 | —      | 78–105 | 66–76  | 76–86  | 74–94  | 55–81  |
| Partizan Mozzart Bet      | 96–66  | 90–97  | 78–76  | 113–78 | 85–77  | 82–61  | 90–65   | 100–94  | 96–63  | 89–82  | 89–84  | —      | 103–80 | 110–64 | 95–80  | 100–75 |
| Spartak Subotica          | 89–80  | 82–86  | 99–90  | 88–84  | 87–94  | 84–90  | 93–86   | 86–75   | 102–83 | 110–86 | 85–64  | 80–89  | —      | 82–79  | 79–89  | 87–71  |
| Split                     | 70–59  | 48–83  | 69–75  | 88–82  | 85–78  | 74–81  | 72–85   | 74–79   | 83–78  | 90–80  | 87–73  | 64–81  | 71–91  | —      | 88–85  | 73–77  |
| SC Derby                  | 90–80  | 99–105 | 84–107 | 101–86 | 81–89  | 86–87  | 82–76   | 111–109 | 101–90 | 77–82  | 99–91  | 60–80  | 84–76  | 102–89 | —      | 86–62  |
| Zadar                     | 89–67  | 55–91  | 81–73  | 82–69  | 77–84  | 63–71  | 99–71   | 76–79   | 72–63  | 65–68  | 100–69 | 71–75  | 76–66  | 81–80  | 71–58  | —      |

## Playoffs
|  | Cuartos de final     | Cuartos de final     |                      |   | Semifinales | Semifinales |  |  | Finales | Finales |
|  |                      |                      |                      |   |             |             |  |  |         |         |
|  |                      |                      |                      |   |             |             |  |  |         |         |
|  |                      |                      |                      |   |             |             |  |  |         |         |
|  | Budućnost VOLI       | 2                    |                      |   |             |             |  |  |         |         |
|  | Budućnost VOLI       | 2                    |                      |   |             |             |  |  |         |         |
|  | Mega Superbet        | 0                    |                      |   |             |             |  |  |         |         |
|  | Mega Superbet        | 0                    | Budućnost VOLI       | 2 |             |             |  |  |         |         |
|  |                      |                      | Budućnost VOLI       | 2 |             |             |  |  |         |         |
|  |                      | Crvena zvezda        | 1                    |   |             |             |  |  |         |         |
|  | Crvena zvezda        | Crvena zvezda        | 1                    | 2 |             |             |  |  |         |         |
|  | Crvena zvezda        |                      |                      | 2 |             |             |  |  |         |         |
|  | Igokea m:tel         | 0                    |                      |   |             |             |  |  |         |         |
|  | Igokea m:tel         | 0                    | Budućnost VOLI       | 1 |             |             |  |  |         |         |
|  |                      |                      | Budućnost VOLI       | 1 |             |             |  |  |         |         |
|  |                      | Partizan Mozzart Bet | 3                    |   |             |             |  |  |         |         |
|  | Partizan Mozzart Bet | Partizan Mozzart Bet | 3                    | 2 |             |             |  |  |         |         |
|  | Partizan Mozzart Bet |                      |                      | 2 |             |             |  |  |         |         |
|  | Spartak Office Shoes | 0                    |                      |   |             |             |  |  |         |         |
|  | Spartak Office Shoes | 0                    | Partizan Mozzart Bet | 2 |             |             |  |  |         |         |
|  |                      |                      | Partizan Mozzart Bet | 2 |             |             |  |  |         |         |
|  |                      | Dubai Basketball     | 1                    |   |             |             |  |  |         |         |
|  | Dubai Basketball     | Dubai Basketball     | 1                    | 2 |             |             |  |  |         |         |
|  | Dubai Basketball     |                      |                      | 2 |             |             |  |  |         |         |
|  | Cedevita Olimpija    | 1                    |                      |   |             |             |  |  |         |         |
|  | Cedevita Olimpija    | 1                    |                      |   |             |             |  |  |         |         |

### Cuartos de final
| Equipo 1                   | Series | Equipo 2             | 1.er partido | 2.º partido | 3.er partido |
| -------------------------- | ------ | -------------------- | ------------ | ----------- | ------------ |
| Budućnost VOLI             | 2–0    | Mega Superbet        | 96–80        | 92–87       | —            |
| Crvena zvezda Meridian Bet | 2–0    | Igokea m:tel         | 87–77        | 95–90       | —            |
| Partizan Mozzart Bet       | 2–0    | Spartak Office Shoes | 100–75       | 82–75       | —            |
| Dubai Basketball           | 2–1    | Cedevita Olimpija    | 86–85        | 89–94       | 85–76        |

### Semifinales
| Equipo 1             | Series | Equipo 2                   | 1.er partido | 2.º partido | 3.er partido |
| -------------------- | ------ | -------------------------- | ------------ | ----------- | ------------ |
| Budućnost VOLI       | 2–1    | Crvena zvezda Meridian Bet | 104–70       | 81–100      | 81–78        |
| Partizan Mozzart Bet | 2–1    | Dubai Basketball           | 102–72       | 95–100      | 114–97       |

### Finales
|}
| Equipo 1       | Series | Equipo 2             | 1.er partido | 2.º partido | 3.er partido | 4.º partido | 5.º partido |
| -------------- | ------ | -------------------- | ------------ | ----------- | ------------ | ----------- | ----------- |
| Budućnost VOLI | 1–3    | Partizan Mozzart Bet | 88–94        | 84–73       | 67–83        | 75-90       |             |

## Galardones individuales

### MVP de la jornada
| Jornada | Jugador              | Equipo                        | Val. |
| ------- | -------------------- | ----------------------------- | ---- |
| 1       | Amar Gegić           | Zadar                         | 32   |
| 2       | Rasheed Sulaimon     | Budućnost VOLI                | 29   |
| 3       | Rasir Bolton         | Spartak Office Shoes          | 31   |
| 4       | Miha Cerkvenik       | Krka                          | 34   |
| 5       | Shannon Shorter      | Split                         | 33   |
| 6       | Shannon Shorter (2)  | Split (2)                     | 27   |
| 7       | Rasir Bolton (2)     | Spartak Office Shoes (2)      | 30   |
| 8       | Zoran Nikolić        | SC Derby                      | 32   |
| 9       | Balša Koprivica      | Partizan Mozzart Bet          | 43   |
| 10      | Codi Miller-McIntyre | Crvena zvezda Meridianbet     | 39   |
| 11      | Brynton Lemar        | Cedevita Olimpija             | 30   |
| 12      | JaCorey Williams     | Dubai                         | 33   |
| 13      | Kenan Kamenjaš       | Budućnost VOLI (2)            | 37   |
| 14      | Diante Baldwin       | Borac Mozzart                 | 32   |
| 15      | Terrell Carter       | Igokea m:tel                  | 35   |
| 16      | Nate Mason           | Dubai (2)                     | 34   |
| 17      | Paulius Valinskas    | Borac Mozzart (2)             | 30   |
| 18      | Umoja Gibson         | Spartak Office Shoes (3)      | 34   |
| 19      | Mihailo Petrović     | Mega Superbet                 | 33   |
| 20      | Filip Barna          | FMP Soccerbet                 | 32   |
| 21      | Luka Cerovina        | Spartak Office Shoes (4)      | 39   |
| 22      | Bogoljub Marković    | Mega Superbet (2)             | 34   |
| 23      | Terrell Carter (2)   | Igokea m:tel (2)              | 34   |
| 24      | Balša Koprivica (2)  | Partizan Mozzart Bet (2)      | 35   |
| 25      | Zoran Nikolić (2)    | SC Derby (2)                  | 40   |
| 26      | Isaac Bonga          | Partizan Mozzart Bet (3)      | 32   |
| 27      | Bryce Jones          | Igokea m:tel (3)              | 46   |
| 28      | Mihailo Petrović (2) | Mega Superbet (3)             | 37   |
| 29      | Kenan Kamenjaš (2)   | Budućnost VOLI (3)            | 34   |
| 30      | Lovro Mazalin        | Zadar (2)                     | 33   |
| QF1     | Aleksej Pokuševski   | Partizan Mozzart Bet (4)      | 26   |
| QF2     | Filip Petrušev       | Crvena zvezda Meridianbet (2) | 31   |
| QF3     | Nate Mason (2)       | Dubai Basketball (3)          | 18   |
| SF1     | Rasheed Sulaimon (2) | Budućnost VOLI (4)            | 29   |
| SF2     | Klemen Prepelič      | Dubai Basketball (4)          | 34   |
| SF3     | McKinley Wright      | Budućnost VOLI (5)            | 27   |

### MVP del mes
| Mes                | Jugador           | Equipo               | Ref.   |
| 2024               | 2024              | 2024                 | 2024   |
| ------------------ | ----------------- | -------------------- | ------ |
| Septiembre-Octubre | Bogoljub Marković | Mega MIS             | [ 5 ]  |
| Noviembre          | Rasir Bolton      | Spartak Office Shoes | [ 6 ]  |
| Diciembre          | Kenan Kamenjaš    | Budućnost VOLI       | [ 7 ]  |
| 2025               |                   |                      |        |
| Enero              | Bryce Jones       | Igokea m:tel         | [ 8 ]  |
| Febrero            | Filip Bundović    | Cibona               | [ 9 ]  |
| Marzo              | Bryce Jones (2)   | Igokea m:tel (2)     | [ 10 ] |
| Abril              | Bryce Jones (3)   | Igokea m:tel (3)     | [ 11 ] |